# Маркиз де Сальватьерра-де-Перальта

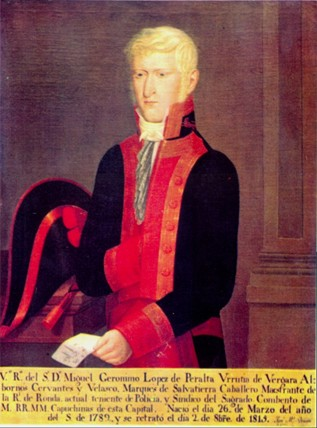
Мигель Херонимо де Сервантес и Веласко (1789—1864), 6-й маркиз де Сальватьерра-де-Перальта

Маркиз де Сальватьерра-де-Перальта — дворянский титул, учреждённый 18 марта 1708 года королём Испании Филиппом V для Хуана Бауститы де Луйаондо и Бермео Камачо и Хайны, с оригинальным названием «маркиз де Сальватьерра».
В настоящее время носителем титула является (с 1993 года) Хосе Игнасио Конде и Сервантес, 13-й маркиз де Сальватьерра-де-Перальта.

## Маркизы де Сальватьерра-де-Перальта
|                                                         | Титул                                             | Период                                     |
| Креация создана королем Испании Филиппом V              | Креация создана королем Испании Филиппом V        | Креация создана королем Испании Филиппом V |
| ------------------------------------------------------- | ------------------------------------------------- | ------------------------------------------ |
| I                                                       | Хуан Баутиста де Луйаондо и Бермео Камачо и Хайна | 1708 — ?                                   |
| II                                                      | Франсиска де Луйаондо и Лопес де Перальта         | ? — 1718                                   |
| III                                                     | Анна Мария Уррутиа де Вергара и Луйаондо          | ? — 1739                                   |
| IV                                                      | Хуан Лоренсо Альтамирано де Веласко               | 1739 — 1793                                |
| V                                                       | Мария Изабель Альтамирано де Веласко и Овандо     | 1793 — 1802                                |
| VI                                                      | Мигель Херонимо де Сервантес и Веласко            | 1802 — 1864                                |
| VII                                                     | Хосе де Сервантес и Эстанильо                     | 1864 — 1869                                |
| VIII                                                    | Мария де лос Долорес де Сервантес и Кортасар      | 1869 — 1915                                |
| IX                                                      | Антонио Риба и Сервантес                          | 1915 — 1931                                |
| X                                                       | Луис Риба и Сервантес                             | 1931 — 1939                                |
| XI                                                      | Хосе Риба и Ланда                                 | 1939 — 1977                                |
| XII                                                     | Антонио Риба и Ринкон Гальярдо                    | 1977 -                                     |
| Креация восстановлена королем Испании Хуаном Карлосом I |                                                   |                                            |
| XIII                                                    | Хосе Игнасио Конде и Сервантес                    | 1993 — н.в.                                |

## История маркизов де Сальватьерра-де-Перальта
- Хуан Баутиста де Луйаондо и Бермео Камачо и Хайна (? — ?), 1-й маркиз де Сальватьерра-де-Перальта
  - Супруга — Херонима Лопес де Перальта (? — 1708), дочь Хуана Херонимо Лопеса де Перальты и Каталины де Сото Понсе де Леон.

- Франсиска Каталина Херонима Лопес де Перальта и Луйаондо и Бермео (1690 — 6 августа 1724), 2-я маркиза де Сальватьерра-де-Перальта, дочь предыдущего.
  - Супруг — Диего Альфонсо Лопес де Перальта и Уррутиа (1676—1724), сын Антонио Уррутиа де Вергара и Франсиски Де Виллегас
- Супруг — Педро Эгуарас Фернандес де Ихар, сын Франсиско Антонио де Эгуараса и Паскье, 1-го маркиза де Эгуараса, и Гиомар Фернандес де Ихар и Фернандес де Ихар.

- Анна Мария Уррутиа де Вергара и Лопес де Перальта (20 августа 1715 — 8 июля 1739), 3-я маркиза де Сальватьерра-де-Перальта, дочь предыдущего.
  - Супруг — Хуан Хавьер Альтамирано де Веласко и горраес (1711—1752), 7-й маркиз де Салинас дель Рио Писуэрга, сын Николаса Альтамирано де Веласко и Виллегас и Марии Горраес Бомонт де Наварра Луна и Арельяно

- Хуан Лоренсо Гутьеррес Альтамирано де Веласко (10 августа 1733 — 9 октября 1793), 4-й маркиз де Сальватьерра-де-Перальта, 7-й граф де Сантьяго-де-Калимайя, сын предыдущей.
  - Супруга — Мария Барбара де Овандо и Риваденейра (1732—1772), дочь Кристобаля де Овандо Касереса и Родригеса д Ледесмы и Себастианы Хосефы де Риваденейра и Самано
  - Супруга — Мария Хасинта Нуньес Вильявисенсио и Давалос.

- Мария Изабель Альтамирано де Веласко и Овандо (8 июля 1763 — 3 марта 1802), 5-я маркиза де Сальватьерра-де-Перальта, дочь предыдущего от первого брака.

- Мигель Херонимо де Сервантес и Веласко[исп.] (21 марта 1789 — 4 марта 1865), 6-й маркиз де Сальватьерра-де-Перальта, сын Игнасио Гомеса де Сервантеса и Падилья (1762—1812), 10-го графа де Сантьяго-де-Калимайя, и Анны Марии Магдалены Мануэлы Хосефы Альтамирано де Веласко Овандо (1766—1809), 9-й маркизы де Салинас дель Рио Писуэрга, племянник предыдущей.
  - Супруга — Мария де Хесус Мичаус и Ороквайета (1789—1819), дочь Мартина Анхеля Мичауса Аспироса и Мануэлы Ороквайеты Санчес Гуэрра
  - Супруга — Хоакинта де Эстанильо и Ороквайета (1798—1834).

- Хуан Непомусено де Сервантес Эстанильо и Ороквайета (5 ноября 1825 — 4 мая 1897), 7-й маркиз де Сальватьерра-де-Перальта, старший сын предыдущего от второго брака.

- Мария де лос Долорес Сервантес Кортасар (? — ?), 8-я маркиза де Сальватьерра-де-Перальта. Дочь Хосе Марии де Сервантеса Эстанильо и Ороквайета и Мануэлы де Кортасар и Себальос Рабаго и Монтердер, 4-й графини де ла Преса-де-Халапа, племянница предыдущего.
  - Супруг — Антонио Риба Эчеверриа (1836—1902), сын Хасинто Риба Росель и Марии Гаудалупе Эчеверриа Мигнони.

- Антонио Риба и Сервантес (1870—1931), 9-й маркиз де Сальватьерра-де-Перальта, старший сын предыдущих.
  - Супруга — Долорес Гарсия Пиментель

- Луис Риба и Сервантес (5 сентября 1872 — 2 апреля 1939), 10-й маркиз де Сальватьерра-де-Перальта, младший брат предыдущего.
  - Супруга — Мария дель Росарио Ланда и Лосано (1878—1928).

- Хосе Риба и Ланда (17 мая 1904 — 9 июня 1977), 11-й маркиз де Сальватьерра-де-Перальта, сын предыдущего.
  - Супруга — Мария Тереза Ринкон Гальярдо и Мьер (1909 — ?), дочь Альфонсо Ринкона Гальярдо и Ромаро де Торрероса, 6-го графа де Регла, и Леонор де Мьер и Куэвас.
  - Супруга — Леонор Ринкон Гальярдо и Мьер (1907 — ?), сестра предыдущей.

- Антонио Риба и Ринкон Гальярдо, 12-й маркиз де Сальватьерра-де-Перальта, сын предыдущего.

- Хосе Игнасио Конде и Сервантес, 13-й маркиз де Сальватьерра-де-Перальта.